# Млодковські (герб)
Млодковські (пол. Młodkowski) – шляхетський герб, різновид герба Леліва.

## Опис герба
Опис з використанням принципів блазонування, запропонований Альфредом Знамієровським, наступний:
У розсіченому і напівпересічному зліва щиті у першому блакитному полі срібний півмісяць в стовп рогами вліво, в другому червоному — верхня половина срібного здибленого козла, третє поле блакитне. Клейнод: три пера страуса.

## Історія
Згідно Юліуша Кароля Островського різновид належаа Млодковським з Млодкович (у XVII. вони осісти в гнєзнинському, а потім в сандомирському воєводстві). Каспер Несецький згадує також на сандомирщині Станіслава Млодковського, єзуїта, керівника Острозького єзуїтського колегіуму (помер у Кракові у св. Матвія 1711 року).